# Liriomyza approximata
Liriomyza approximata är en tvåvingeart som beskrevs av Friedrich Georg Hendel 1920. Liriomyza approximata ingår i släktet Liriomyza och familjen minerarflugor.
Artens utbredningsområde är Österrike. Arten har ej påträffats i Sverige. Inga underarter finns listade i Catalogue of Life.